# Aboubakar Diaby Ouattara
 (octobre 2024).
Pour les articles homonymes, voir Ouattara.
Aboubakar Diaby Ouattara, né le 25 décembre 1938, est un diplomate ivoirien. Il est le premier secrétaire exécutif de la Communauté économique des États de l’Afrique de l’Ouest depuis sa création en 1977 jusqu’en 1985.

## Biographie
Aboubakar Ouattara naît le 25 décembre 1938. Il fait ses études à HEC par l’académie commerciale.